# Игровой картридж

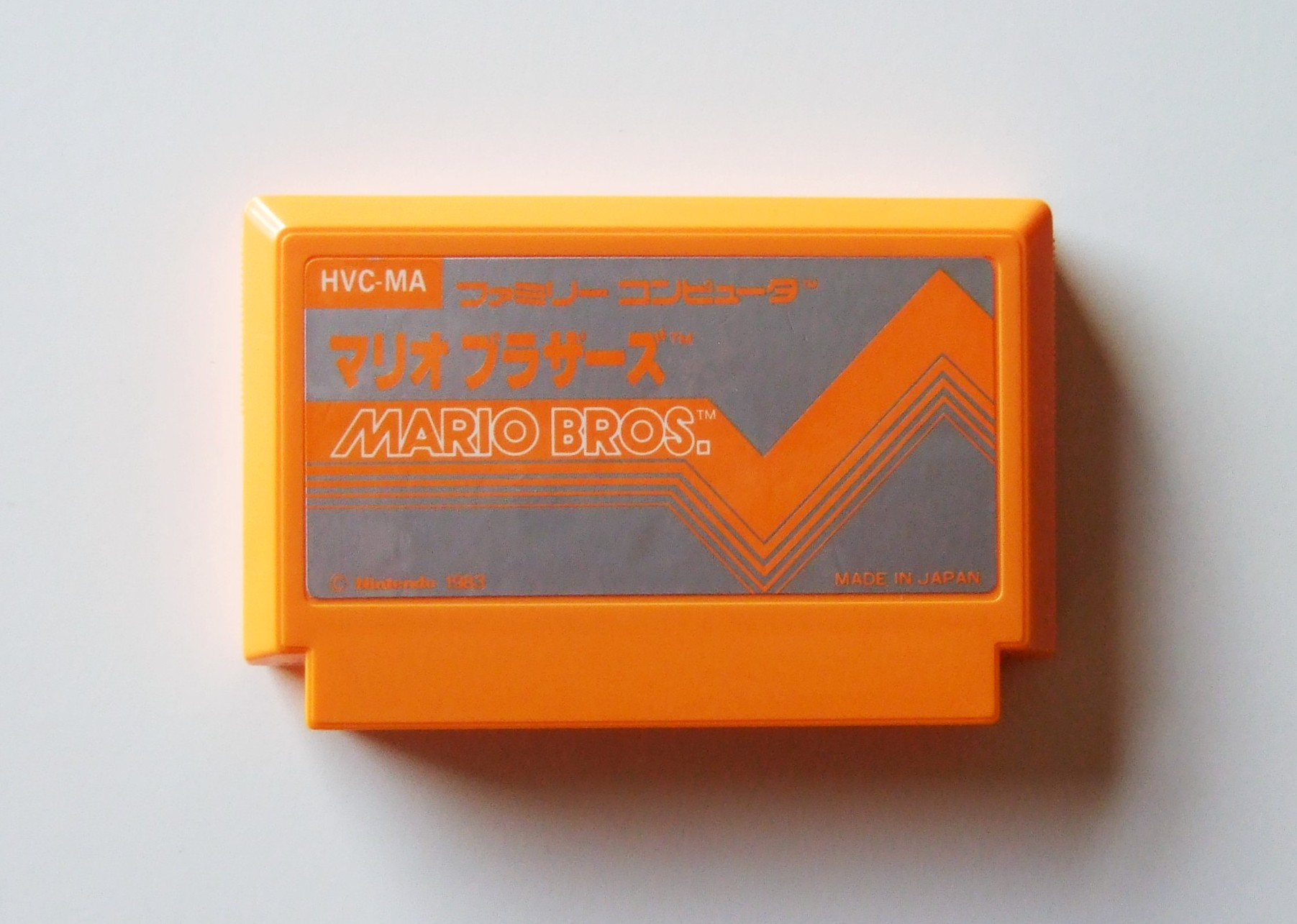
Картридж игры Mario Bros. для Famicom

Игрово́й ка́ртридж — электронное устройство на основе микросхем ПЗУ, предназначенное для хранения сменной игровой программы в игровых консолях, игровых автоматах и ряде бытовых компьютеров. Название произошло от английского слова cartridge (патрон), в русском языке также применимо название «кассета». В английском языке используются вдобавок сокращение «cart» и название «game pack» (а также «Game Pak», торговая марка, использовавшаяся фирмой Nintendo).
Картриджи стали применяться в игровых системах в конце 70-х годов. Наиболее ранней системой со сменными играми, использующей идею картриджей, принято считать игровую систему Magnavox Odyssey (1972 год). Однако её «игровые карты» не содержали активной электроники, они только коммутировали части внутренней схемы консоли, что не позволяло хранить на них произвольную игровую программу — набор возможных игр определялся только электроникой самой консоли. 
Первой игровой консолью с настоящими картриджами, содержащими игровую программу, является Fairchild Channel F (1976). Затем все игровые приставки до середины 90-x использовали картриджи. Потом большинство (позже все) домашних игровых консолей стали использовать в качестве сменного носителя данных CD-ROM (который в подобных целях начал применяться с конца 80-х годов). Однако из-за их малых габаритов и веса, а также отсутствия подвижных частей, картриджи до сих пор продолжают применяться в карманных игровых консолях, например, в Nintendo DS, Nintendo 3DS, PlayStation Vita и Nintendo Switch.
В бытовых (домашних) компьютерах картриджи применялись на протяжении 80-х годов, до того, как получили широкое распространение приводы гибких дисков (дисководы), а затем и оптических дисков. Помимо игр на них выпускалось часто используемое ПО, такое как интерпретаторы различных языков программирования.

## Конструкция

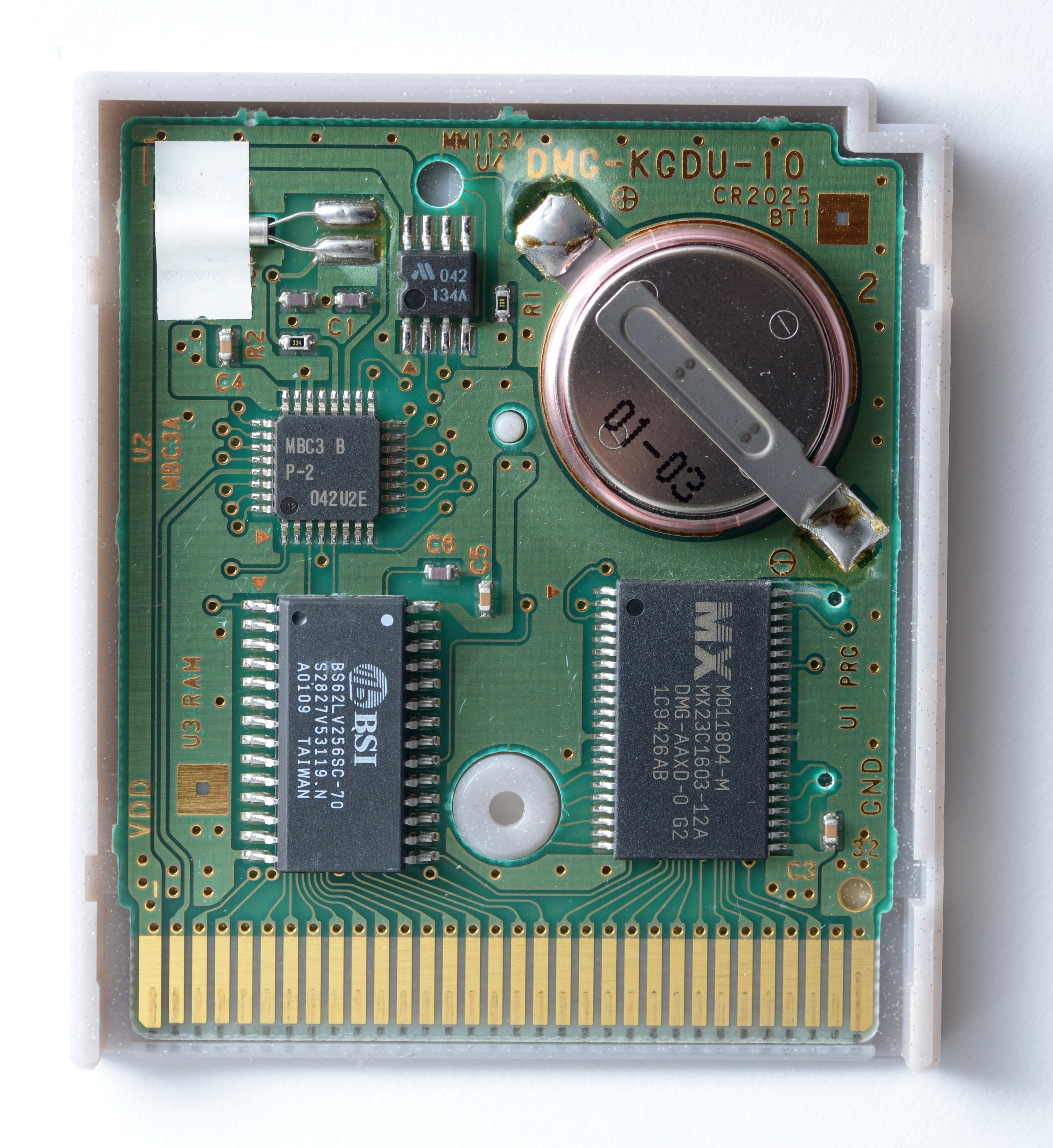
Вскрытый картридж Game Boy с энергозависимой памятью на батарейках для игровых сохранений для игры Pokémon Silver Version. Размеры 56 мм × 65 мм × 8 мм

Внешне картридж представляет собой небольшой прямоугольный пластиковый корпус, обычно с наклейкой (стикером), содержащей логотип или название игры. На одном из торцов картриджа располагается ножевой разъём, являющийся частью печатной платы картриджа. На разъём выводятся шины адреса и данных системы, а также ряд управляющих сигналов и питание. На некоторых старых игровых системах разъём картриджа защищался подвижной крышкой, сдвигающейся при вставлении картриджа в слот консоли. Впоследствии от такой конструкции отказались, так как она усложняла производство и могла вызывать механические проблемы; вместо этого картриджи стали выпускаться в упаковке в виде пластиковых или картонных боксов, похожих на чехлы для видеокассет.
На плате картриджа располагается его электроника. Как минимум это одно или несколько масочных ПЗУ (однократно программируемых в процессе изготовления), содержащих игровую программу и данные. Они могут быть выполнены как в собственных корпусах, так и без корпуса, в виде монтируемых на поверхность платы кристаллов, залитых компаундом (такая конструкция дешевле в производстве, но менее устойчива к механическим воздействиям). Дополнительно картридж может содержать различные устройства, расширяющие функциональность консоли. Это, например, может быть дополнительное ОЗУ; либо ОЗУ с питанием от батареи, для сохранения игровых результатов между сеансами игры. Также это могут быть устройства управления памятью расширенного объёма (для обхождения изначально заложенных в конструкции консоли ограничений); дополнительные процессоры, звуковые и графические сопроцессоры.

## Преимущества и недостатки
Картриджи имеют ряд преимуществ перед любыми сменными носителями данных. Процессор напрямую обращается к ПЗУ картриджа, так же, как и к собственной памяти системы, что позволяет получить очень высокую скорость доступа к данным. По этой же причине системе не требуется наличие большого объёма ОЗУ, куда данные загружались бы при использовании медленного внешнего носителя. Это снижает стоимость самой системы. Отсутствие подвижных частей, помимо скорости доступа, означает долговечность такого носителя. Возможность располагать в картридже дополнительные устройства, расширяющие возможности системы, позволяет продлить срок жизни устаревающей консоли (этим наиболее активно пользовалась фирма Nintendo в случае с её консолями NES и SNES, а также компания SEGA). Копирование картриджа пользователями существенно сложнее копирования программы на магнитной ленте, дискете или компакт-диске.
Однако картриджи имеют и ряд недостатков. Наиболее значимым из них являлась их стоимость. Она складывалась из большого количества составных частей в конструкции, ведущих к усложнению производства, а также стоимости микросхем ПЗУ большого объёма (что было актуально до конца 90-х годов). Дополнительные чипы, в случае их использования, также повышали стоимость картриджей. Из-за необходимости удерживать цены игр на приемлемом уровне их разработчикам приходилось мириться с ограничениями на объём памяти картриджа. В начале 80-х объём картриджей ограничивался десятками килобайт, в 90-х он вырос до мегабайтов. С середины 90-х и по настоящее время объём картриджей составляет десятки мегабайт. При этом традиционно этот объём указывается в двоичных кило- или мегабитах.
Также к недостаткам картриджей можно отнести их чувствительность ко внешним воздействиям, в частности к статическому электричеству и механическим воздействиям (неизбежным при их эксплуатации). Это делает картриджи менее надёжными по сравнению с компакт-дисками. Как пример ненадёжности можно привести частую неисправность картриджей: из-за механических нагрузок, возникающих при вставке картриджа в слот консоли, возникают микротрещины в плате, нарушающие его нормальную работу. В особенности этому подвержены картриджи с бескорпусным исполнением микросхем. При такой конструкции возможен обрыв соединений кристаллов микросхем с платой. Также характерной неисправностью картриджей является истирание или окисление контактных площадок ножевого разъема в ходе эксплуатации или хранения, что приводит к постепенному ухудшению контакта в разъеме. Кроме повреждения самого картриджа, при активной эксплуатации возможен быстрый износ разъёма на самой консоли (достаточно частая причина выхода консоли из строя).

## Перезаписываемые картриджи
Одно из основных свойств картриджей — невозможность их перезаписи. Информация в них программируется сразу при изготовлении масочных ПЗУ, с дорогостоящим процессом подготовки к производству. Однако в ряде случаев, например, при разработке программы и тестировании её на реальной системе требуется возможность многократной перезаписи. Изначально в этих целях использовались картриджи с установленными панельками для смены ПЗУ и многократно программируемые ПЗУ (с ультрафиолетовым или электрическим стиранием), данные в которые записывались с помощью обычного программатора ПЗУ. Реже применялись RAM-картриджи, содержащие вместо ПЗУ микросхемы ОЗУ, обычно статического. Данные в них записывались с помощью специальных устройств. Этот вариант дороже из-за более высокой стоимости на статическое ОЗУ большого объёма по сравнению с ПЗУ такого же объёма.
В конце 80-х — начале 90-х годов для ряда игровых консолей появились так называемые backup unit, или copybox (нет русского термина) — устройства, подключаемые к разъёму картриджа или системному разъёму консоли. Они предназначались для копирования игровой программы картриджа на перезаписываемые носители, например на дискеты, или во внутреннюю память устройства, и последующего использования игры без оригинального картриджа. Такие устройства производились сторонними производителями без лицензии, так как по сути они являлись средством нелегального копирования игрового ПО. Подобные устройства также собирались любителями (ряд схем таких устройств публиковался в том числе и в России, например, в журнале «Радио»). Однако такие устройства не решали проблему копирования игр, использующих дополнительную аппаратуру в составе картриджа.
Позже, с падением цен на флэш-память, появились так называемые флэш-картриджи. Они созданы для большого количества старых игровых систем и для современных карманных консолей, разрабатываются и производятся сторонними разработчиками без лицензии. Такие картриджи используются как для разработки любительского ПО для игровых консолей, так и для использования дампов игр, обычно используемых с помощью эмуляторов, на реальных системах. Проблема дополнительной аппаратуры в составе картриджа в современных флэш-картриджах решается с помощью микросхем программируемой логики.